# De rebus Hispaniae
De rebus Hispaniae o Historia Gothica és una història d'Espanya (geografia) escrita en llatí per l'arquebisbe de Toledo, el navarrès Rodrigo Jiménez de Rada, a la primera meitat del segle xiii (v 1243) per encàrrec del rei Ferran III de Castella.
De rebus Hispaniae consta de nou llibres, que recullen les cròniques de la península des dels primers pobles fins a l'any 1243. Ximénez de Rada va emprar per primera vegada en la historiografia hispana l'ajuda de les fonts andalusines i va desenvolupar una visió de conjunt de tots els territoris peninsulars, tant els regnes d'Aragó, Navarra i Portugal com els de Castella,  Lleó i l'antecessor d'aquest, el Regne d'Astúries. Dedica una gran part al domini del Regne visigot de Toledo; el títol del capítol Historia Gothica es va fer extensiu al conjunt de l'obra. Les altres seccions tracten dels diversos pobles d'Espanya (geografia):  romans, ostrogots, huns, vàndals, sueus, alans, àrabs, etc.
Aquesta obra va tenir gran acceptació i va ser traduïda a les diferents  llengües romàniques. Durant segles ha estat una font crucial per a l'estudi de la història d'Espanya.